# Capitán Achab (película)
Capitán Achab es un cortometraje de Philippe Ramos, basado en la novela de Herman Melville Moby-Dick.

## Ficha técnica
Realización: Philippe Ramos 

Escenario: Philippe Ramos, según Moby-Dick de Herman Melville
 
Fecha de rodaje: 2003 

Fecha de salida: 2004 

Duración: 25 minutos 

Formato: 35 mm 

## Reparto
Valérie Crunchant: Louise 

Frédéric Bonpart: Achab 

## Sinopsis
Esta película es una evocación del personaje de Achab resultante de la novela de Herman Melville Moby-Dick. En esta película, Achab está enamorado de Louise. La imagen del cuerpo de esta mujer, objeto de su deseo, lo atormenta hasta que en sus sueños hay representación del fantasma de la ballena.